# Damernas turnering i landhockey vid olympiska sommarspelen 1980
Damernas turnering i landhockey vid olympiska sommarspelen 1980 spelades mellan den 25-31 juli 1980. Alla matcher spelades på Minor Arena of the Central Dynamo Stadium och Young Pioneers Stadium i Moskva och totalt sex lag deltog. Alla mötte alla och det lag som vunnit flest matcher fick guldmedaljen. Det lag som vann turneringen och därmed vann guld var Zimbabwe. Tjeckoslovakien vann silver och Sovjetunionen vann brons.

## Medaljörer
| Gren               | Guld | Silver | Brons |
| Damernas turnering | Zimbabwe Elizabeth Chase Sandra Chick Gillian Cowley Patricia Davies Sarah English Maureen George Ann Grant Susan Huggett Patricia McKillop Brenda Phillips Christine Prinsloo Sonia Robertson Anthea Stewart Helen Volk Linda Watson | Tjeckoslovakien Milada Blažková Jiřina Čermáková Jiřina Hájková Berta Hrubá Ida Hubáčková Jiřina Kadlecová Jarmila Králíčková Jiřina Křížová Alena Kyselicová Jana Lahodová Květa Petříčková Viera Podhányiová Iveta Šranková Marie Sýkorová Marta Urbanová Lenka Vymazalová | Sovjetunionen Liailia Achmerova Natalia Buzunova Natalia Bykova Tatiana Embachtova Nadezhda Filippova Liudmila Frolova Lidia Glubokova Nelli Gorbatkova Elena Guryeva Galina Inzjuvatova Alina Kham Natella Krasnikova Nadezjda Ovetjkina Tatiana Sjvyganova Galina Viuzjanina Valentina Zazdravnych |

## Grupper
Damernas turnering innehöll sex lag i en grupp.
- Zimbabwe
- Tjeckoslovakien
- Sovjetunionen
- Indien
- Österrike
- Polen

## Resultat
| Nr | Lag             | S | V | O | F | GM | IM | MS  | P |
| -- | --------------- | - | - | - | - | -- | -- | --- | - |
| 1  | Zimbabwe        | 5 | 3 | 2 | 0 | 13 | 4  | +9  | 8 |
| 2  | Tjeckoslovakien | 5 | 3 | 1 | 1 | 10 | 5  | +5  | 7 |
| 3  | Sovjetunionen   | 5 | 3 | 0 | 2 | 11 | 5  | +6  | 6 |
| 4  | Indien          | 5 | 2 | 1 | 2 | 9  | 6  | +3  | 5 |
| 5  | Österrike       | 5 | 2 | 0 | 3 | 6  | 11 | −5  | 4 |
| 6  | Polen           | 5 | 0 | 0 | 5 | 0  | 18 | −18 | 0 |

| Hemma \ Borta   | Indien | Polen | Sovjetunionen | Tjeckoslovakien | Zimbabwe | Österrike |
| Indien          | —      | 4–0   | —             | 1–2             | 1–1      | —         |
| Polen           | —      | —     | —             | 0–1             | 0–4      | —         |
| Sovjetunionen   | 3–1    | 6–0   | —             | 2–0             | 0–2      | 0–2       |
| Tjeckoslovakien | —      | —     | —             | —               | —        | —         |
| Zimbabwe        | —      | —     | —             | 2–2             | —        | —         |
| Österrike       | 0–2    | 3–0   | —             | 1–4             | 0–5      | —         |